# Gustav III:s block

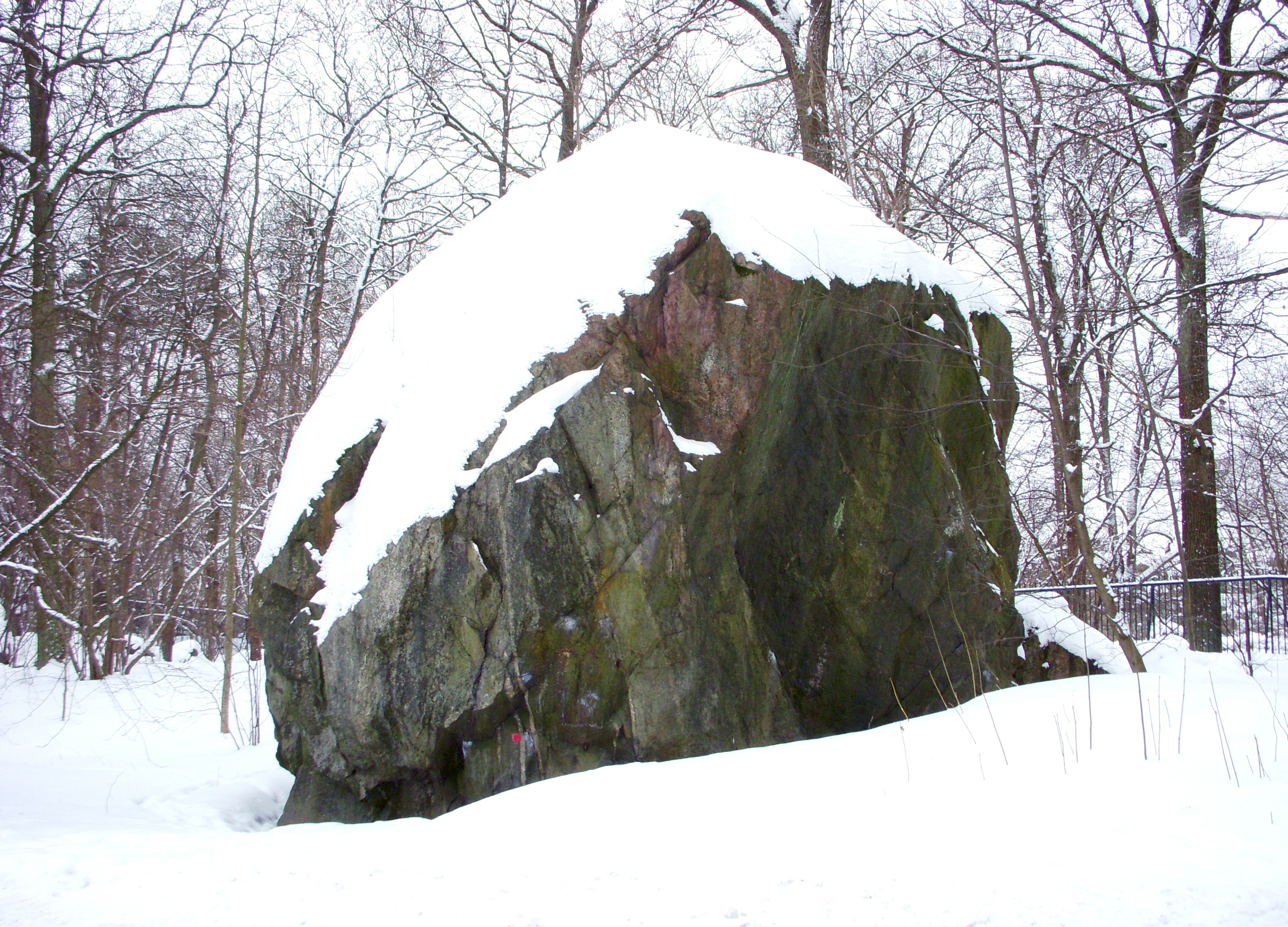
Gustav III:s flyttblock i februari 2010

Gustav III:s block, eller Gustav III:s flyttblock, är ett stort flyttblock i Hagaparken, Solna kommun. 

## Beskrivning
Blocket är cirka 6,5 meter högt och cirka 10 meter långt. Det ligger strax innanför vaktstugan vid parkens norra entré, i ett för allmänheten numera avspärrat område. Inte långt därifrån ligger slottsgrunden till Stora Haga slott. Historien bakom denna stenbumling hänger ihop med Gustav III:s planerade men aldrig fullbordade bygge av Stora Haga slott i mitten av 1780-talet. Till slottsgrunden behövdes stora mängder sten, som delvis bröts i direkt anslutning till byggarbetsplatsen. Man gav sig även på flyttblock, men kungen ansåg att särskilt ett av dem skulle sparas, dock finns spår av sprängningsarbeten på blockets ena sida.
Gustav III:s bock är förtecknat som naturminne nr 201 i botaniker Rutger Sernanders Stockholmstraktens natur- och kulturminnen från 1935 och beskrivs där som "Stockholmstraktens mest avbildade och beskrivna flyttblock". Idag räknas blocket dock inte längre som ett av Solnas naturminnen.